# Масдевалия
Масдевалията (Masdevallia) е род високопланинска орхидея от подтриб Pleurothallidinae с естествен хабитат Андите от 2500 до 4000 м н.в. в Еквадор, Колумбия, Перу и Боливия. Разпространена е от Мексико до Южна Бразилия. Родът Масдевалия е кръстен на испанския лекар и ботаник Хосе Масдевал.

## Описание
Родът на масдевалията е много голям и обхваща около 500 вида и може би над 1000 междувидови изкуствени хибрида.
Растението израства от къси, пълзящи ризоми, от които излизат съвсем малки псевдо булбички с по едно овално или ланцетноовално месесто, гладко листо. Цветовете са триъгълни, около 6 cm широки и растат на къс цветонос носещ най-често само по един цвят, рядко по няколко (напр. Masdevallia polysticta и Masdevallia ova-avis). Венчелистчетата и езикоподобната или мидоподобна устна са скрити дълбоко в цвета. Трите чашелистчета са полуслети и на върха на всяко от тях има нишковиден израстък. Цъфтят предимно през лятото.

## Отглеждане

### Температура
Има няколко вида масдевалии, които се развиват добре в топлите райони, където нощните температури рядко падат под 20-21ºС. Те са: Masdevallia floribunda, striatella, kuhniorum, bicolor, infracta, rima-rima alba, bangii, minuta, attenuata и echo. Останалите масдевалии предпочитат нощни температури около 4-16ºС и дневни непревишаващи 24-27ºС. Когато растението се държи на студено, цветовете се развиват малко по-бавно, но растението дава по-големи, по-ярки и по-добре оформени цветове. В горещите слънчеви периоди през лятото орхидеята се стресира и са нежелателни допълнително стресиращи фактори, като пресаждането. Препоръчително е орхидеята да се държи на сянка, за да се намали листната температура.

### Влажност
Поддържайте висока влажност около 70% и осигурете висока въздушна подвижност /може да се постигне и чрез поставяне на малък вентилатор вблизост но орхидеята/. През горещите периоди поливането и влажността трябва са се намалят, за да се избегне гниене на стъблото. Гниенето настъпва много бързо и опустошава новорастящите стъбла, а също така може да убие и цялото растение. Веднага щом температурите паднат, започнете да поливате растението нормално. Доста често през топлите периоди може да забележите връхчетата на листата да покафеняват или по тях да се образуват светли точки. Това е от стреса и ще спре, когато се нормализират условията.

### Светлина
В природата масдевалиите растат както на много сенчести места, около 1200 лумена, така и на много добре осветени, до 3500 лумена. Растенията с по-дебели и плътни листа изискват повече светлина, а тези с тънки и меки, прведпочитат повече някое по-сенчесто място. През лятото особено трябва да се да се внимава върху орхидеята да не попадат преки слънчеви лъчи.

### Поливане
Както всички орхидеи и масдевалията предпочита чистата вода. Полива се веднага щом субстратът изсъхне.

### Субстрат
Масдевалиите са епифитни и литофитни растения, но могат да се развиват добре и в почва.
Предпочитат субстрат 1:1 кори и сфагнум, който да поддържа висока влажност. Може и само кори, но не е желателно, защото много бързо изсъхват, особено през лятото.

## Видове
- Masdevallia davisii Davis' Masdevallia, Слънчева орхидея, qoriwaqanki (Quechua)
- Masdevallia ionocharis Graceful Violet-blue Masdevallia
- Masdevallia veitchiana Veitch's Masdevallia, Краля на Масдевалиите, gallo-gallo (Spanish), waqanki (Quechua)

### Подвидове
- Подвид Amanda (името не е валидно ако съдържа Spilotantha)
  - Раздел Amandae: 28+ вида M. amanda, M. bulbophyllopsis, M. melanopus, M. polysticta. Separated in Spilotantha.
  - Раздел Ophioglossae: 1-2 вида M. ophioglossa, M. ophioglossa ssp. grossa
- Подвид Cucullatia: 4 вида M. cerastes, M. corniculata, M. cucullata, M. macrura
- Подвид Fissia: 3 вида M. mutica, M. picturata, M. pleurothalloides
- Подвид Masdevallia
  - Раздел Amaluzae: 6 species, e.g. M. amaluzae, M. carmenensis, M. patula
  - Раздел Aphanes: 3 вида M. aphanes, M. capillaris, M. scopaea
  - Раздел Caudivolvulae: Монотипни M. caudivolvula
  - Раздел Coriaceae:
    - Подраздел Coriaceae: ~35 вида M. angulata, M. caesia, M. civilis, M. elephanticeps, M. foetens, M. fractiflexa
    - Подраздел Durae: 4 вида M. ayabacana, M. dura, M. panguiensis, M. utriculata

  - Раздел Ligiae: Монотипна M. ligiae
  - Раздел Masdevallia:
    - Подраздел Caudatae: ~28 вида M. bottae, M. caudata, M. decumana, M. lychniphora, M. triangularis, M. xanthina
    - Подраздел Coccineae: 12 вида M. amabilis, M. barlaeana, M. coccinea, M. ignea, M. veitchiana
    - Подраздел Masdevallia: ~58 вида M. agaster, M. calocodon, M. mejiana, M. pumila, M. uniflora
    - Подраздел Oscillantes: ~11 вида M. andreettana, M. wageneriana (including M. pteroglossa)
    - Подраздел Saltatrices: 14 вида M. angulifera, M. constricta, M. limax, M. saltatrix, M. urosalpinx, M. ventricularia
    - Подраздел Tubulosae: 7 вида M. bangii, M. irapana, M. tubulosa

  - Раздел Mentosae: Монотипични M. mentosa
  - Раздел Minutae: ~21 вида M. floribunda, M. herradurae, M. minuta, M. nicaraguae, M. wendlandiana
  - Раздел Racemosae: Монотипични M. racemosa
  - Раздел Reichenbachianae:
    - Подраздел Dentatae: 2 вида M. collina, M. macrogenia
    - Подраздел Reichenbachianae: ~11 вида M. rolfeana, M. schroderiana, M. striatella
- Подвид Meleagris: 7 вида M. anisomorpha, M. heteroptera, M. meleagris
- Подвид Nidifica: 4-5 вида M. dynastes, M. nidifica (including M. ventricosa)
- Подвид Pelecaniceps: Монотипични M. pelecaniceps
- Подвид Polyantha
  - Раздел Alaticaules: 97 вида M. bicolor, M. infracta, M. scobina, M. stenorrhynchos, M. tovarensis, M. vargasii, M. weberbaueri
  - Раздел Polyanthae: 7 species, e.g. M. discoidea, M. lata, M. polyantha, M. schlimii
- Подвид Pygmaeia: 5 вида M. anachaeta, M. erinacea, M. pygmaea
- Подвид Scabripes
- Подвид Volvula

- Masdevallia (Masdevallia) sect. Coriaceae subsect. Coriaceae:
Masdevallia civilis
- Masdevallia (Masdevallia) sect. Masdevallia subsect. Caudatae:
Masdevallia triangularis
- Masdevallia (Masdevallia) sect. Masdevallia subsect. Oscillantes:
Masdevallia wageneriana var. pteroglossa
- Masdevallia (Masdevallia) sect. Masdevallia subsect. Saltatrices:
Masdevallia angulifera
- Masdevallia (Masdevallia) sect. Minutae:
Masdevallia floribunda
- Masdevallia (Masdevallia) sect. Minutae:
Masdevallia wendlandiana
- Masdevallia (Nidifica):
Masdevallia nidifica
- Masdevallia (Polyantha) sect. Alaticaules:
Masdevallia bicolor